# Bulbophyllum pemae
Bulbophyllum pemae är en orkidéart som beskrevs av Rudolf Schlechter. Bulbophyllum pemae ingår i släktet Bulbophyllum och familjen orkidéer. Inga underarter finns listade i Catalogue of Life.